# Kolejowe Przysposobienie Wojskowe
Kolejowe Przysposobienie Wojskowe (KPW) założone jako „zrzeszenie ludzi dobrej woli”, było działającą w latach 1927-1939 branżową organizacją paramilitarną zrzeszającą pracowników PKP.
Organizacja była jedną ze struktur Przysposobienia Wojskowego, koordynowanych przez Państwowy Urząd Wychowania Fizycznego i Przysposobienia Wojskowego (PUWFiPW). Zajmowała się wyszkoleniem ogólnym (techniczno-kolejowym i wojskowym), wychowaniem obywatelskim oraz sportem i wychowaniem fizycznym.
Członkowie byli zrzeszeni w 600 ogniskach; działały też kluby sportowe.
W 1935 wybudowano dom wypoczynkowy im. Marszałka Piłsudskiego w Gdyni przy ul. Jana z Kolna 55 na 200 miejsc noclegowych wraz z salą teatralną na 450 miejsc, po 1945 użytkowany przez Oddział Okręgowy Związku Zawodowego Kolejarzy, Kolejowy Dom Kultury, Oddział Socjalny oraz Komitet Zakładowy PZPR Węzła Gdynia, od 2004 przez Sąd Rejonowy w Gdyni. Dysponowano też domem w Worochcie, bazą obozową nad jeziorem Trockim i w Gdyni-Redłowie.

## Prezesi
- 1929[1]-1939[2] - Władysław Starzak

## Media
Organem organizacji był miesięcznik/dwutygodnik Kolejowe Przysposobienie Wojskowe, ukazujący się w nakładzie 80 tys. (1933-1934), a następnie 115 tys. (1938) egzemplarzy; również miesięcznik Instruktor.

## Siedziba
Początkowo zarząd KPW mieścił się przy ul. Hożej 54, budynek nie istnieje (1929), następnie siedzibą organizacji był budynek z 1898 (proj. Stefan Szyller) przy ul. Koszykowej 11b w Warszawie, tzw. kamienica barona Bronisława Lessera, mieszcząca również poselstwo Austrii. Budynek został zburzony w 1944.